# Ted Poor

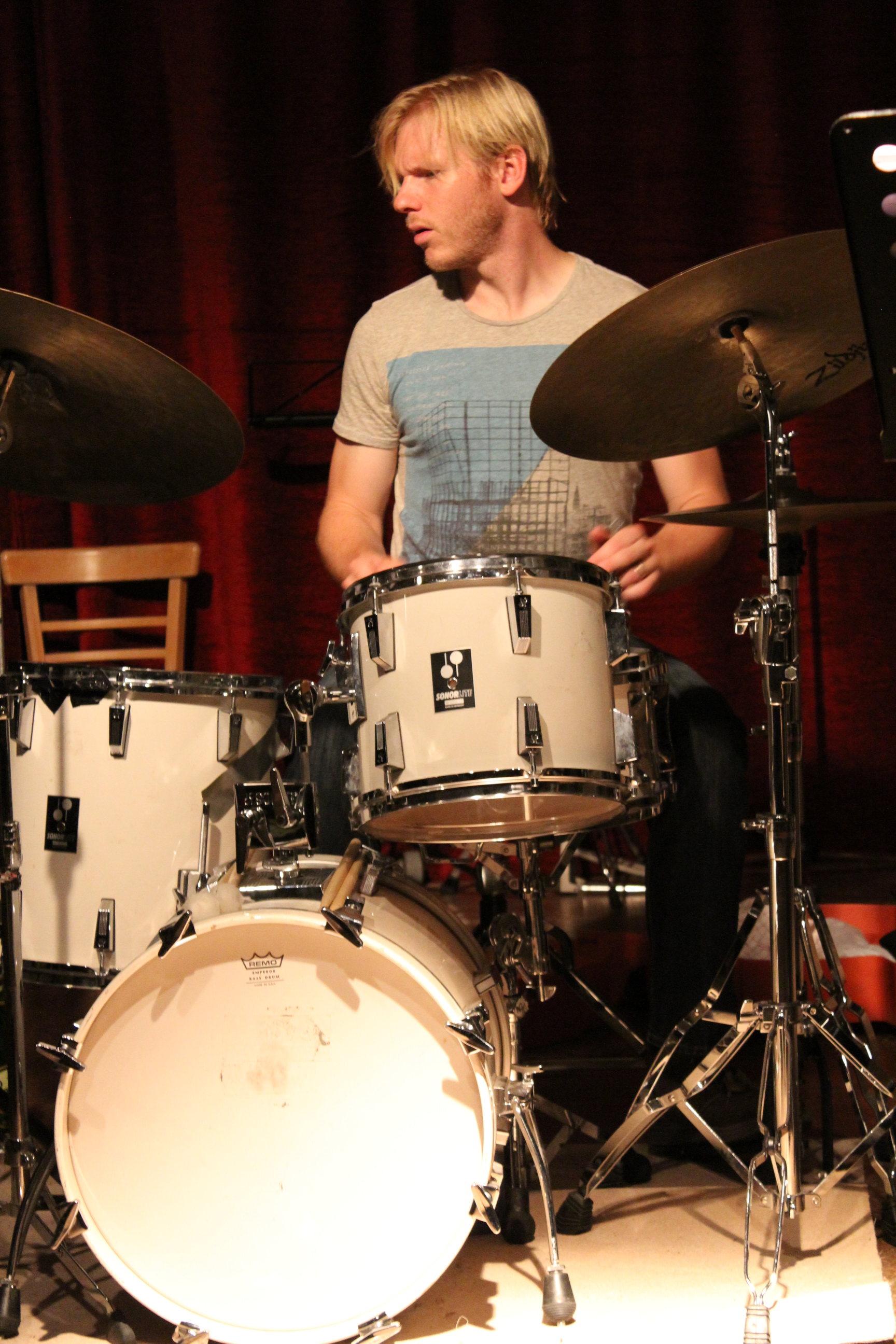
Ted Poor, Loft (Köln) 2012

Ted Poor (* 1981 in Rochester, NY) ist ein US-amerikanischer Jazz-Schlagzeuger und Vertreter des Modern Creative Stils.

## Leben und Wirken
Poor besuchte von 1999 bis 2003 die Eastman School of Music, wo er Schlagzeug bei Rich Thompson und Perkussion bei John Beck studierte. Er war in dieser Zeit Mitglied mehrerer Bands, darunter des Respect Sextet, Neos, des Ike Sturm Ensemble und der Jerseyband.
Nach dem Studium wurde er Mitglied von Ben Monders Quartett, mit dem er 2005 ein Album aufnahm, sowie des Trios des Trompeters Cuong Vu, mit dem er eine Tournee durch die USA und Europa unternahm. 2004 war er an Chris Potters Aufnahme mit der hr-Bigband beteiligt. Außerdem ist er Mitglied des Jerome Sabbagh Quartet.
2005 veröffentlichte er All Around, sein erstes Album als Bandleader. Mit Ben Monder und Ralph Alessi gründete er das Trio Third Wheel. 2015 erschien bei Pirouet Records das Album Amateur Dentist, das er im Trio mit Matt Penman und Joris Roelofs einspielte. 2020 folgte sein Album You Already Know. Als Sideman arbeitete er u. a. mit Jérôme Sabbagh (Pogo, 2007), Chris Potter, Bill Frisell, Maria Schneider, Aaron Parks, Kurt Rosenwinkel, Mike Moreno, Kermit Driscoll, Kate McGarry, Marc Ducret, David Fiuczynski, Rich Perry, Joe Locke, Ahmad Mansour, Wycliffe Gordon, Cuong Vu, John McNeil, Nicolas Masson und  Andy Manndorff.
Poor lehrt seit 2013 an der University of Washington in Seattle.